# Св. св. Кирил и Методий (Румянцево)
„Св. св. Кирил и Методий“ е православен храм в луковитското село Румянцево (Блъсничево), част от Плевенската епархия на Българската православна църква.

## История
Църквата е изградена в 1885 година. В нея работи тайфата на дебърския майстор Велко Илиев.
В самия край на атеистичния комунистически режим, в 1989 година църквата е разрушена. Възстановена е в 2019 година и осветена на 24 май същата година от митрополит Игнатий Плевенски.